# James Logan (ishockeyspelare)
James "Jim" Logan, född 17 september 1933 i Whitby i Ontario, är en kanadensisk före detta ishockeyspelare.
Logan blev olympisk bronsmedaljör i ishockey vid vinterspelen 1956 i Cortina d'Ampezzo.